# Obelshof

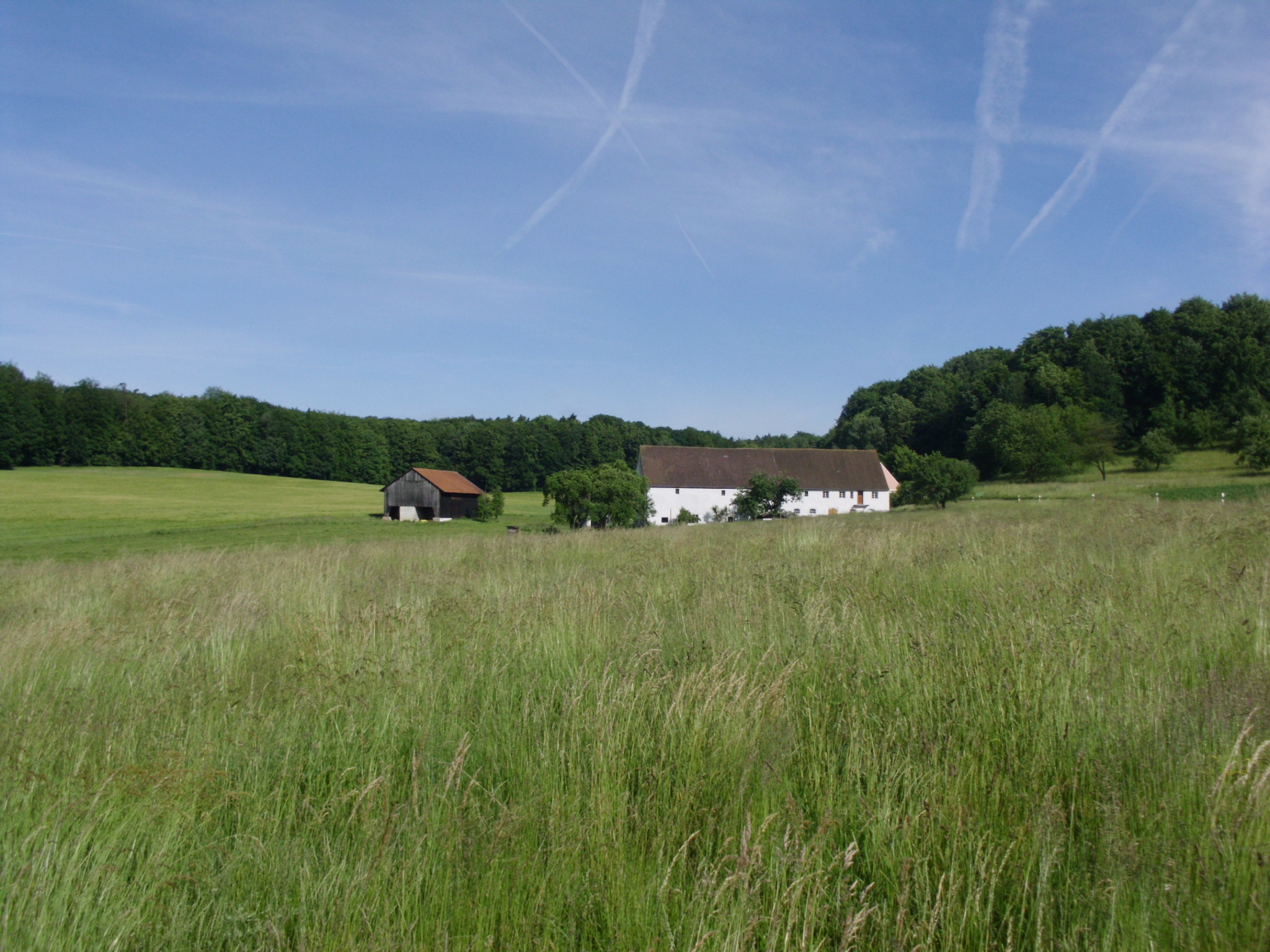
Obelshof

Obelshof ist ein Gemeindeteil des Marktes Heidenheim im Landkreis Weißenburg-Gunzenhausen (Mittelfranken, Bayern). Obelshof liegt in der Gemarkung Heidenheim.

## Lage
Die Einöde liegt in der Fränkischen Alb nordwestlich von Heidenheim an der Kreisstraße WUG 25.

## Geschichte
Die Ansiedlung „Obelshof“ gehört zu einem Gebiet, das spätestens seit dem 11. Jahrhundert „Kyrsenloch/Kirschenloh“ (Wald, in dem Wildkirschenbäume standen) hieß und aus mehreren Einzelgehöften bestand (1537: vier Höfe: Kohlhof und drei namentlich nicht genannte Höfe; 1732: Krämershof, Kohlhof, Gärtnershof, Kirschenmühle und Obelshof), die grundherrlich dem Kloster Heidenheim gehörten. Nach der Säkularisation des Klosters war der Obelshof, wie 1616 berichtet wird, dem markgräflichen Klosteramt Heidenheim gült- und vogtbar. Infolge des Dreißigjährigen Krieges lag er 1650 öde, die Gebäude standen „etwas wenigs noch“. Danach wurde er wieder aufgebaut und von Exulanten aus Oberösterreich bewirtschaftet; 1682 sind zwei „Obelßbauern“ genannt. Auch 1732 ist der „Obelshoff“ ein mit doppelter Mannschaft besetzter Hof des nunmehrigen markgräflichen Verwalteramtes Heidenheim; die Vogtei und hohe Fraisch hat zu dieser Zeit das markgräfliche Oberamt Hohentrüdingen inne. Dies bleibt so bis zum Ende des Heiligen Römischen Reichs.
Die mit dem Markgrafentum Ansbach 1792 königlich-preußisch gewordene Einöde wurde infolge des Reichsdeputationshauptschlusses 1806 königlich-bayerisch. Bei der Bildung der Steuerdistrikte 1808 kam der Hof mit anderen Einöden und Mühlen, die aus dem Besitz des ehemaligen Klosters Heidenheim dem markgräflichen Kloster-/Verwalteramt Heidenheim zinsbar waren, in den Steuerdistrikt Heidenheim im Landgericht Heidenheim. 1810 wurde der Steuerdistrikt zu der etwas verkleinerten Ruralgemeinde Heidenheim umgestaltet, der wiederum der Obelshof angehörte. Durch das Gemeindeedikt von 1818 wurde Heidenheim im alten Umfang von 1808 eine Gemeinde im gleichnamigen Landgericht. 1833 bestand der Obelshof aus 36,8 Hektar Ackerland, 5,6 Hektar Wiese und 3,7 Hektar Wald.
Über einen nach Osten führenden Feldweg erreicht man einen in den 1960er Jahren stillgelegten Steinbruch, in dem Fossilien (unter anderem seltene Ammoniten) gefunden wurden. Im 19. Jahrhundert wurde ein nordöstlich an den Obelshof sich erstreckendes Eisenerz-Grubenfeld gefunden, das jedoch nie ausgebeutet wurde.

### Einwohnerzahlen
- 1818: 3 Einwohner[9]
- 1824: 9 Einwohner, 1 Gebäude[9]
- 1861: 6 Einwohner, 2 Gebäude[13]
- 1950: 12 Einwohner, 1 Gebäude[9]
- 1961: 6 Einwohner, 2 Wohngebäude[14]
- 1987: 2 Einwohner[15]
- 30. Juni 2011: 2 Einwohner[16]
- 2019: 3 Einwohner[1]

### Ortsnamensdeutung
Der Name der Einöde wird gedeutet als „Hof eines Ōbel“, eventuell als Kurzform zu dem Vollnamen „Ōtbert/Ōtbold“.